# Mike Hughes
Michael "Mike" Hughes (født 7. august 1959 i St. Catharines, Canada) er en canadisk tidligere roer.
Hughes vandt bronze i dobbeltfirer for Canada ved OL 1984 i Los Angeles. Canadierne blev i finalen besejret af Vesttyskland, som vandt guld, samt af Australien, som tog sølvmedaljerne. Bådens øvrige besætning var Doug Hamilton, Phil Monckton og Bruce Ford.

## OL-medaljer
- 1984:  Bronze i dobbeltfirer